# Distretto di Alanya
Il distretto di Alanya (in turco Alanya ilçesi) è un distretto della provincia di Adalia, in Turchia.

## Amministrazioni
Al distretto appartengono 17 comuni e 69 villaggi.

### Comuni
| - Alanya (centro) - Avsallar - Cikcilli - Çıplaklı - Demirtaş - Emişbeleni - Güzelbağ - İncekum - Kargıcak | - Kestel - Konaklı - Mahmutlar - Oba - Okurcalar - Payallar - Tosmur - Türkler |

### Villaggi
| - Akçatı - Akdam - Alacami - Aliefendi - Asmaca - Bademağacı - Basırlı - Başköy - Bayırkozağacı - Bayır - Beldibi - Beyreli - Bıçakçı - Bucakköy - Burçaklar - Büyükpınar - Çakallar - Çamlıca - Değirmendere - Dereköy - Deretürbelinas - Elikesik - Esentepe | - Fakırcalı - Gözübüyük - Gözüküçüklü - Gümüşgöze - Gümüşkavak - Güneyköy - Hacıkerimler - Hacımehmetli - Hocalar - İmamlı - İshaklı - İspatlı - Karakocalı - Karamanlar - Karapınar - Kayabaşı - Keşefli - Kızılcaşehir - Kocaoğlanlı - Kuzyaka - Mahmutseydi - Obaalacami - Öteköy | - Özvadi - Paşaköy - Saburlar - Sapadere - Seki - Soğukpınar - Süleymanlar - Şıhlar - Taşbaşı - Tırılar - Toslak - Türktaş - Uğrak - Uğurlu - Ulugüney - Uzunöz - Üzümü - Yalçı - Yaylakonak - Yaylalı - Yenice - Yeniköy - Yeşilöz |  |